# Фотоаппараты
Фотоаппараты — пьеса, написанная Петром Гладилиным (родился в 1962 году, поэт, писатель, драматург, художник-график) в 2009 году, рассказывающая историю двух зародышей.

## История создания
Еще в 80-е годы Петр Владимирович Гладилин написал стихотворение:
Двух из трех зачали утром,

Одного забыли вовсе.

Через тело Брахмапутра

Протекала её осень.

Знаки первого ребенка

Через день она искала,

Повстречала жеребенка

И от счастья плакать стала.

А второй ответил позже,

Ножкой изнутри толкая.

Она счастлива до дрожи,

Как богиня молодая.

Третий мальчик, нерожденный,

От забвения не данный,

Плакал долго изумленный,

Думал, будто долгожданный.

Черный телом и бескрайний,

Звезды-родинки на теле - 

Для живых остался тайной,

Недоступною доселе.
Именно на его основе позднее была написана пьеса «Фотоаппараты».

## Действующие лица
- Топорков
- Говоркова
- Тоня
- Маша
- Бабочка
- Муха
- Господин Мак-Чилик
- Госпожа Гемович
- Майкл
- Аарон

## Сюжет
Две девушки (Тоня и Маша) после долгого перерыва в общении встречаются, и оказывается, что они обе беременны. Девушки едут отдохнуть на дачу. Там, в одну из ночей, их зародыши, обладающие только фамилиями (Топорков и Говоркова), знакомятся. Они хорошо проводят время: гуляют, общаются с насекомыми и все снимают на фотоаппараты своих мам. Но когда зародыши возвращаются с одной из таких прогулок, они слышат из разговора девушек, что Тоня не хочет ребенка и собирается делать аборт. Тогда Топорков и Говоркова решают бежать, причем  в Америку. Там зародыши устраиваются работать в известные газеты фотокорреспондентами. Но во время одного из заданий редакции они встречают странного человека (Майкл), предлагающего исполнить  мечту Топоркова - сделать уникальный фотоснимок. Но для этого надо перебраться через реку. А это может сделать только знакомый Майкла, Аарон (аналог Харона). У него старая моторная лодка, в которую кроме него самого помещается только один человек. Топорков соглашается переправиться на другой берег реки, чтобы сделать невероятный кадр. Но, как и боялась Говоркова, Топорков больше никогда не вернется. Ведь его мать в России в это время все-таки делает аборт. Убежать от судьбы зародышу Топоркову не удалось даже в Америке. Но гениальный снимок он все же сделал.

## Постановки пьесы
- 2009 — «Фотоаппараты», Усть-Илимск, Усть-Илимский Театр драмы и комедии, режиссёр — Е. А. Пиндюрин.
- 2010 — «Фотоаппараты», Москва, Театр на Юго-Западе, режиссёр — В. Р. Белякович.
- 2010 — «Фотоаппараты», Луганск, Луганский национальный аграрный университет, студенческий театр, режиссёр — М. В. Гончаров[1][2]
- 2011 — «Фотоаппараты», Москва, Международный славянский институт имени Г. Р. Державина, выпускной спектакль актерского факультета, режиссёр — М. В. Горевой.
- 2011 — Обнинск, Студенческий театр ИАТЭ, режиссёр — Юлия Носова[3].
- 2013 — «Фотоаппараты», Екатеринбург, студенческий театр «ЛЮДИ-Т», режиссёр — Борис Зырянов.

## Критика
Насекомые в пьесе Гладилина - существа, которым дано ощущать скоротечность жизни и радоваться мгновению. Их монологи полны юмора и трогательных признаний. — Александра Равенских: «По ту сторону Гудзона», журн. «Театральный мир» № 10, 2010 г.

Трагический лейтмотив пьесы — всевластие судьбы, которая уготовила гибель одному из героев. — Александра Равенских: «По ту сторону Гудзона», журн. «Театральный мир» № 10, 2010 г.

Остановить прекрасное мгновение мечтал доктор Фауст. Человеческий зародыш идёт дальше знаменитого героя Гёте. Он словно торопит собственный уход, чтобы ощутить и «остановить» совсем иное мгновение: первый миг жизни после смерти. Таково фотооткровение ещё не рождённого человека. — Александра Равенских: «По ту сторону Гудзона», журн. «Театральный мир» № 10, 2010 г.

Настолько поразительная вещь. Сочетание абсурдного и даже фантазийного сюжета с реальной жизнью. — Юлия Носова: «Фотоаппараты», газета «Обнинск» № 144 (3554)от 26 ноября 2011 г.

Эта фантазия приводит авторов, исполнителей в такие дебри мыслей, чувств и ощущений, куда мы не забираемся в обычной жизни, от которых бежим, чтобы не разрыдаться от отчаянья и не завыть от нестерпимой боли. — Наталья Савватеева: «Ты повернул глаза зрачками в душу…», газ. «Досуг в Москве», № 35 от 27 августа 2011 г.

Напоминает немного дачный спектакль Треплева из Чеховской «Чайки»: наивным идеализмом, сочетающимся с трагичностью. Нет, ну где вы ещё такое найдёте: главные герои спектакля — души неродившихся детей! — Александра Солдатова: «Фотоаппараты», интернет-версия журнала «Афиша».